# Victor Batyrev
Victor Vadimovich Batyrev (em russo:  Виктор Вадимович Батырев; Moscou, 21 de agosto de 1961) é um matemático russo, especialista em geometria algébrica e aritmética e suas aplicações à física matemática. É professor da Universidade de Tübingen.
Foi palestrante do Congresso Internacional de Matemáticos em Berlim (1998 - Mirror Symmetry and Toric Geometry). Em 2003 foi eleito membro da Academia de Ciências de Heidelberg.

## Publicações selecionadas
- com Yuri Manin: «Sur le nombre des points rationnels de hauté borné des variétés algébriques». Mathematische Annalen. 286: 27–43. 1990. doi:10.1007/bf01453564
- «Quantum cohomology rings of toric manifolds». 1993. arXiv:alg-geom/9310004
- «Dual polyhedra and mirror symmetry for Calabi–Yau hypersurfaces in toric varieties». J. Algebraic Geometrie: 493–535. 1994
- com Lev Borisov: «Mirror duality and string theoretic Hodge numbers». Inv. Math. 126: 183–203. 1996. doi:10.1007/s002220050093
- com Dimitrios I. Dais: «Strong McKay correspondence, string-theoretic Hodge numbers and mirror symmetry». Topology. 35 (4): 901–929. 1996. doi:10.1016/0040-9383(95)00051-8
- «Stringy Hodge numbers of varieties with Gorenstein canonical singularities». 1997. arXiv:alg-geom/9711008
- com Yuri Tschinkel: «Manin's conjecture for toric manifolds». J. Algebraic Geometry. 7: 15–53. 1998